# Basarabeasca
Basarabeasca (román kiejtés: [basaraˈbe̯aska]) város Moldova területén, a Basarabeasca járás székhelye.

## Elhelyezkedés, földrajz
A város, amely "városias berendezkedésű" az ukrán határ mellett található, Moldova fővárosától 94 km-re. A városon áthömpölyög a Cogilnic-folyó, majd a Fekete-tengerbe ömlik. A legsűrűbben lakott területek alacsony tengerszint feletti magasságon találhatóak. Ezek néhány városrészre oszlanak, mint például: Romanovka és Flemynda.